# Игор Миторај
Игор Миторај (пољ. Igor Mitoraj; Едеран, 26. март 1944 — Париз, 6. октобар 2014) пољски је уметник.

## Биографија
Студирао је сликарство у Кракову, на Краковској академији уметности (пољ. Akademia Sztuk Pięknych w Krakowie) у класи професора Тадеуша Кантора (пољ. Tadeusz Kantor). Након што је дипломирао, излагао је на неколико заједничких изложби, да би 1967. године одржао прву самосталну изложбу у галерији Музеја историје града Кракова (пољ. Muzeum Historyczne Miasta Krakowa) у Пољској. Године 1968. преселио се у Париз ради наставка студија.
Ускоро га је опчинила уметност и култура Латинске Америке, те је провео целу годину сликајући и путујући по Мексику. Након тог искуства, одлучује се да пређе на скулптуру.
У Париз се вратио 1974. године и две године касније одржао је другу велику самосталну изложбу у галерији Ла Ун (фр. La Hune) која је укључивала и неке скулптуре. Успех ове изложбе натерао је Миторај да схвати да је он пре свега вајар.
Прво је радио у теракоти и бронзи, међутим након пута у Карару (итал. Carrara) 1979. године почео је да користи мермер као основни материјал. Од 1983. године, ради у свом атељеу у Пијетрасанти.
Стил Игора Митораја вуче јаке корене из класичне традиције са фокусом на добро извајани торзо. Међутим, Миторај такође уводи постмодернистички заокрет са оштећеним и недовршеним удовима, наглашавајући тако оштећеност правих класичних скулптура.